# France bénévolat
France bénévolat est une association à but non lucratif, qui a pour vocation « le développement de l'engagement bénévole associatif pour une citoyenneté active ». 

## Historique
France bénévolat est fondé en 2003 à partir de la fusion du Centre national du volontariat (CNV) et de Planète Solidarité,.
L'association d'intérêt général est reconnue d’utilité publique par décret du 22 janvier 2010. France bénévolat est un collectif d’associations financé par les cotisations de ses membres ainsi que par des subventions et du mécénat. Elle est présente dans toutes les régions de France.

## Missions
France bénévolat a pour vocation de développer le bénévolat dans les associations, par la réalisation de trois missions : 
- la mise en relation entre bénévoles et associations[2],[9],[10] ;
- l’accompagnement des associations dans l’animation de leurs bénévoles[9] ;
- la promotion du bénévolat[9].

## Membres
Les organismes suivants sont membres de France bénévolat (liste non exhaustive) :
- Action contre la faim ;
- le réseau ADMR ;
- l'APF France handicap ;
- la fondation Apprentis d'Auteuil ;
- l’Armée du salut ;
- les Blouses Roses ;
- CCFD-Terre solidaire ;
- la Croix-Rouge française ;
- les Éclaireuses et Éclaireurs unionistes de France ;
- EGEE ;
- ECTI ;
- Emmaüs France ;
- la Fédération française des diabétiques ;
- la ligue pour la protection des oiseaux ;
- les œuvres hospitalières françaises de l’ordre de Malte ;
- les Petits Frères des pauvres ;
- Les Restaurants du Cœur ;
- le Secours catholique ;
- le Secours populaire français ;
- la Société nationale de sauvetage en mer ;
- la Société de Saint-Vincent-de-Paul ;
- Solidarités nouvelles face au chômage ;
- SOliHA
- UNICEF France .